# Tatrzańska Leśna

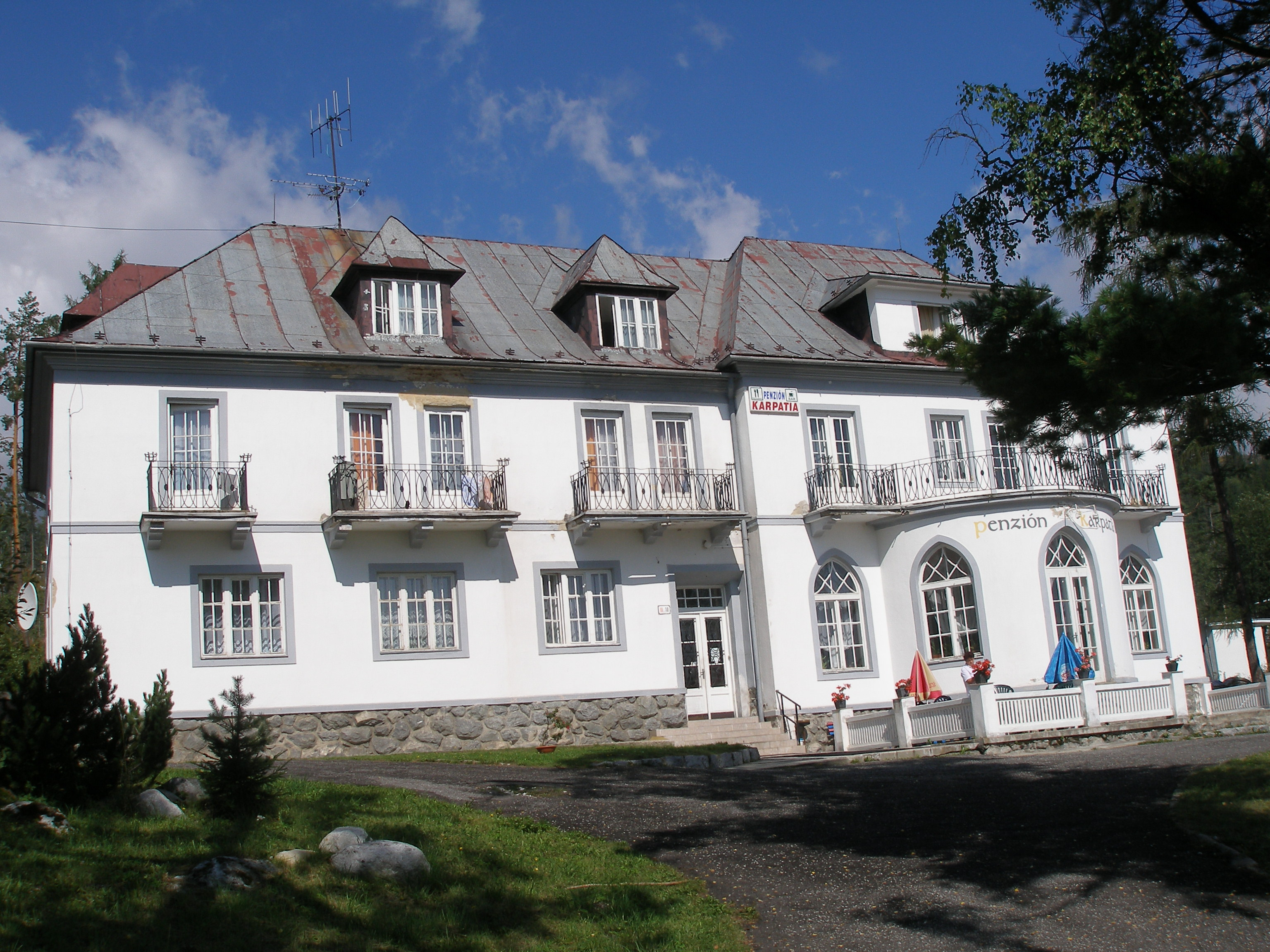
Pensjonat Karpatia

Tatrzańska Leśna (słow. Tatranská Lesná, niem. Tatrawaldheim, węg. Tátraerdőfalva) – osiedle u południowo-wschodnich podnóży Tatr Wysokich na Słowacji, położone przy Drodze Wolności między Tatrzańską Łomnicą a Górnym i Starym Smokowcem. Administracyjnie należy do miasta Wysokie Tatry.
Tatrzańska Leśna znajduje się na poziomie 915 m n.p.m. przy wylocie walnej Doliny Zimnej Wody. Zabudowania położone są w sąsiedztwie Zimnej Wody, głównego cieku tej doliny. W okolicach miejscowości kończy się też szeroki grzbiet oddzielający Dolinę Zimnej Wody od systemu Doliny Wielickiej.
Osiedle zostało wybudowane w drugiej połowie lat 20. XX wieku. Pensjonaty powstawały od roku 1927, trzy lata później miejscowość została uznana oficjalnie. Znajdują się tu dziś domy wczasowe oraz sanatoria. W miejscowości nie ma rozbudowanej infrastruktury turystycznej, kursuje tędy jednak kolejka elektryczna Szczyrbskie Jezioro – Tatrzańska Łomnica. Są tu też przystanki autobusowe oraz parkingi.
Nazwa osiedla pochodzi od pobliskiej miejscowości Stara Leśna, z której terenów wydzielono Tatrzańską Leśną.

## Szlaki turystyczne
– żółty szlak biegnący Doliną Zimnej Wody do Wielkiego Wodospadu, największego z Wodospadów Zimnej Wody, położonego o 15 min drogi od Rainerowej Chatki, najstarszego tatrzańskiego schroniska. Czas przejścia z Tatrzańskiej Leśnej do wodospadu: 1:40 h, ↓ 1:25 h